# Волков, Арсений Афанасьевич
Арсе́ний Афана́сьевич Во́лков (псевдоним — Арси́й Во́лков, 9 сентября 1923, Старое Крещено, Краснококшайский кантон, Марийская автономная область, СССР — 12 сентября 1994, г. Йошкар-Ола, Марий Эл, Россия) — марийский советский и российский писатель

-драматург, актёр, журналист, прозаик, член Союза писателей СССР с 1951 года. Заслуженный деятель искусств Марийской АССР (1967). Участник Великой Отечественной войны.

## Биография
Родился в крестьянской семье. Родной брат А. Волкова — марийский самодеятельный композитор Е. Волков. В 1938 году окончил 7-летнюю школу. Поступил в музыкально-театральное училище Йошкар-Олы, актёр Марийского государственного театра.
В 1942 году был призван в Красную Армию: стрелок на Ленинградском фронте, гвардии рядовой. Участвовал в боях под Сталинградом, был четырежды ранен, вернулся на родину.
Вернувшись домой, вновь актёр и заведующий литературной частью Марийского государственного театра, затем — редактор Марийского радио, начальник отдела по делам искусств Министерства культуры МАССР.
В 1956 году окончил Высшие литературные курсы при Союзе писателей СССР, в 1958 году — Литературный институт имени А. М. Горького. По окончании Литинститута продолжил работу в Марийском театре им. М. Шкетана.
Умер 12 сентября 1994 года в Йошкар-Оле. Похоронен на родине.

## Литературная деятельность
Первое стихотворение опубликовал в пионерской газете «Ямде лий» в 1936 году. После войны занялся малой прозой: писал рассказы. Занимался пристальным изучением жизни и творчества своего земляка, основоположника марийской драматургии М. Шкетана (цикл рассказов «Герои Шкетана»).
Далее А. Волков создал одноактную пьесу «Йормошка» («Ермошка»), пьесу-сказку «Мотор Пампалче» («Красавица Пампалче»). Пьеса «Шочмо ялыште» («В родном селе») в 1949 году была поставлена на сцене Маргостеатра. В 1952 году после серьёзной переработки эта пьеса уже с новым названием «Ксения» была поставлена на сцене московского Театра им. М. Ермоловой. Пьеса имела успех, была переведена на многие языки и поставлена на сценах театров Украины, Белоруссии, Карелии, Чувашии, Татарии. В 1954 году вышло издание пьесы на болгарском языке в переводе Ф. Неманова в столице Болгарии Софии (издательство «Народная сцена»).
В 1951 году А. Волков был принят в Союз писателей СССР. Автор около 20 пьес. Некоторые пьесы ставились в театрах Татарии, Чувашии, а пьеса-сказка «Песня жизни» — во многих кукольных театрах страны. А. Волков — автор инсценировки по детской повести Шабдара Осыпа «Кориш».
На основе исторической драмы А. Волкова «Алдиар» создана одноимённая опера (музыка — Э. Архипова, либретто — Г. Гадиатов).
В 1960-е годы вернулся к жанру прозы: в журнале «Ончыко», а затем отдельной книгой вышла в свет его юмористическая повесть «Каче-влак» («Женихи»). Впоследствии она была переведена на русский язык, выходила в известном издательстве «Советская Россия». Известен роман-воспоминание А. Волкова «Илыш толкын» («На перепутьях жизни»). Книга «Кузе комедий шочеш» («Как рождается комедия») посвящена анализу работы драматурга.

## Звания и награды
- Заслуженный деятель искусств Марийской АССР (1967)[2]
- Орден Славы III степени (16.06.1976)[9]
- Орден Отечественной войны II степени (1985)
- Медаль «За доблестный труд. В ознаменование 100-летия со дня рождения Владимира Ильича Ленина» (1970)
- Медаль «За победу над Германией в Великой Отечественной войне 1941—1945 гг.» (1945)
- Почётная грамота Президиума Верховного Совета Марийской АССР (1960, 1983)[2]

## Память
- Именем писателя названа улица в его родной деревне Старое Крещено Оршанского района Марий Эл[10].
- С 2015 года на родине писателя ежегодно проводится фестиваль-конкурс «Эҥер вÿд ÿмбалне», посвящённый братьям Арсию и Евгению Волковым[11].

## Основные произведения
Ниже представлен список основных произведений А. Волкова на марийском и в переводе на другие языки:

### На марийском языке
- Ксения: пьеса. — Йошкар-Ола, 1952. — 72 с.
- Драматический произведений-влак. — Йошкар-Ола, 1958. — 176 с.
- Каче-влак: мыскара повесть [Женихи: юмор, повесть]. — Йошкар-Ола, 1962. — 212 с.
- Йормошка: комедий-вл. [Ермошка]. — Йошкар-Ола, 1963. — 80 с.
- Илыш йолташ: комедий [Подруга жизни]. — Йошкар-Ола, 1964. — 76 с.
- Оръеҥ мелна: комедий-водевиль [Свадебные блины]. — Йошкар-Ола, 1966. — 76 с.
- Шошо мардеж: драма [Весенний ветер]. — Йошкар-Ола, 1967. — 72 с.
- Каче-влак: пьеса [Женихи]. — Йошкар-Ола, 1968. — 80 с.
- Кунам ломбо пеледеш: комедий [Когда цветёт черёмуха]. — Йошкар-Ола, 1972. — 92 с.
- Пьеса-влак [Пьесы]. — Йошкар-Ола, 1973. — 232 с.
- Посана: пьеса-влак [Соперники]. — Йошкар-Ола, 1981. — 216 с.
- Каче-влак: повесть, ойлымаш [Женихи: повесть, рассказы]. — Йошкар-Ола, 1983. — 288 с.
- Пиалан шӱдыр: комедий // Ончыко. — 1985. — № 3. — С. 5—52.
- Ӱдыр кумыл: пьеса-влак [Сердце девичье]. — Йошкар-Ола, 1988. — 224 с.
- Кузе комедий шочеш: сылнымут паша ден сценысе мастарлык нерген повесть [Как рождается комедия: повесть о литературе и сценическом мастерстве]. — Йошкар-Ола, 1992. — 288 с.
- Илыш толкын: роман // Ончыко. — 1994. — № 1. — С. 17—88; № 2. — С. 3—67; № 3. — С. 11—78; 2004. — № 1. — С. 29—62; № 2. — С. 11—40; № 3. — С. 10—68; № 4. — С. 29—68; № 5. — 33—79.

### В переводе на другие языки
- Песня жизни: сказка-пьеса / пер. на рус. — Йошкар-Ола, 1949. — 32 с.
- Ксения: пьеса / пер. на рус. А. Успенского. — М., 1952. — 72 с.
- Ксения: пьеса / пер. на болг. — София, 1953. — 68 с.
- Сердце девичье: лирическая комедия / пер. на рус. автора. — Йошкар-Ола, 1960. — 64 с.
- Женихи: юмор, повесть / пер. на рус. В. Муравьёва. — М., 1964. — 160 с.
- Подруга жизни: комедия / пер. на рус. автора. — Йошкар-Ола, 1965. — 76 с.
- Женихи: юмор, повесть / пер. В. Муравьёва. — М., 1974. — 160 с.
- Бабье лето: стихи / пер. на рус. И. Законова // Юмор мари. — Йошкар-Ола, 1979. — С. 241—244.

## Театральные постановки
Список театральных постановок по пьесам А. Волкова:
- Шочмо ялыште [В родном селе: комедия]. (Мар. театр) 1949.
- Илыш ӱжеш [Жизнь зовёт: драма]. (Мар. театр) 1950.
- Ксения: драма. (Мар. театр) 1950.
- Ксения: драма. (Рус. театр) 1952.
- Ӱдыр кумыл [Сердце девичье: комедия]. (Мар. театр) 1955.
- Илыш йолташ [Подруга жизни: комедия]. (Мар. театр) 1961.
- Оръеҥ мелна [Свадебные блины: комедия). (Мар. театр) 1962, 1991.
- Шошо мардеж [Весенний ветер: комедия). (Мар. театр) 1964.
- Каче-влак [Женихи: комедия]. (Мар. театр) 1966, 2005.
- Кунам ломбо пеледеш [Когда цветёт черёмуха: комедия]. (Мар. театр) 1967.
- Алдиар: народная драма. (Мар. театр) 1969.
- Посана [Соперники: комедия]. (Мар. театр) 1973.
- Йорга вате [Озорная женщина: комедия]. (Мар. театр) 1980.
- Пиалан шӱдыр [Счастливая звезда: комедия]. (Мар. театр) 1983.